# Scone, Skottland
För andra betydelser, se Scone.

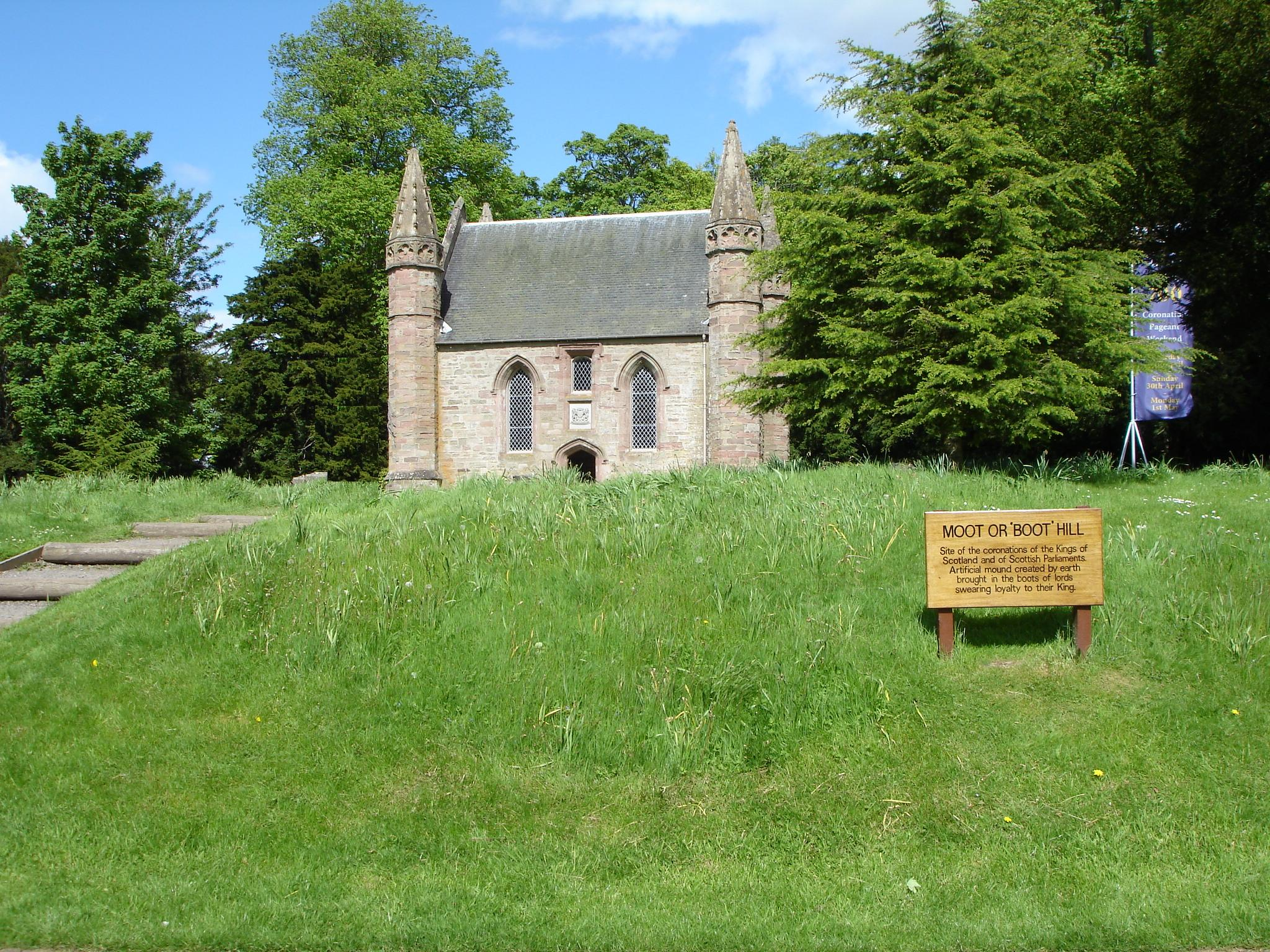
Kapellet på Moot Hill markerar den historiska platsen för kröningen av Skottlands monarker.

Scone [ˈskuːn], skotsk gaeliska: Sgàin, lågskotska: Scuin, är en ort i kommunen Perth and Kinross i mellersta Skottland, belägen strax nordost om Perth, med 4 430 invånare vid 2001 års folkräkning. Platsen är känd för sin medeltidshistoria som kröningsort för Skottlands monarker.

## Historia
Scone fungerade under tidig medeltid som ceremoniell huvudort för kungadömet Skottland, vars kärnland då endast omfattade Skottland norr om floden Forth. Orten var den plats där kungarna av Skottland kröntes och ofta mötesplats för det skotska parlamentet. Tillsammans med den närbelägna handelsstaden Perth var Scone ett av de viktigaste kungliga residensen under 1100-talet och 1200-talet.
I Scone ligger Scone Palace, byggt på platsen för det historiska klostret Scone Abbey, där den skotska kröningsstenen, Sconestenen, förvarades. Stenens tidiga historia är inte klarlagd men den användes för kungakröningar från mitten av 800-talet i Scone, fram till år 1296 då den togs med av Edvard I av England som krigsbyte till Westminster Abbey. 
Klostret grundades under kung Malcolm IV:s regeringstid omkring år 1120 och upphörde som kloster i samband med den protestantiska reformationen. I början av 1800-talet flyttades byn från den medeltida platsen, numera kallad Old Scone, till den nuvarande byn som ligger en dryg kilometer österut, i samband med att återstoden av de medeltida byggnaderna revs och det nuvarande slottet anlades.
Orten Scone, New South Wales i Australien är döpt efter Scone.  Ortnamnen uttalas dock olika, i Skottland uttalas ortnamnet med samma engelska o-ljud som i moon och i Australien med samma o-ljud som i bone.